# Piiri (Tõrva)
Piiri falu Észtország déli részén, Valga megyében. Közigazgatásilag Tõrva községhez tartozik. Lakossága 2011-ben 92 fő volt. A 2017. október 21-i közigazgatási reformig Hummuli községhez tartozott, utána került át Tõrva községhez.

## Népesség
A település népessége az utóbbi években az alábbi módon alakult:
| Lakosok száma | 92   | 73   | 75   | 53   |
|               | 2011 | 2019 | 2020 | 2021 |